# Naguilian, La Union
Naguilian là một đô thị hạng 1 ở tỉnh La Union, Philippines. Theo điều tra dân số năm 2015, đô thị này có dân số 54.221 người trong.
Naguilian cách Thành phố Baguio 42 km qua tuyến đường Naguilian.

## Các đơn vị hành chính
Naguilian được chia ra 37 barangay.
| - Aguioas - Al-alinao Norte - Al-alinao Sur - Ambaracao Norte - Ambaracao Sur - Angin - Balecbec - Bancagan - Baraoas Norte - Baraoas Sur - Bariquir - Bato - Bimmotobot | - Cabaritan Norte - Cabaritan Sur - Casilagan - Dal-lipaoen - Daramuangan - Guesset - Gusing Norte - Gusing Sur - Imelda - Lioac Norte - Lioac Sur - Magungunay | - Mamat-ing Norte - Mamat-ing Sur - Nagsidorisan - Natividad - Ortiz - Ribsuan - San Antonio - San Isidro - Sili - Suguidan Norte - Suguidan Sur - Tuddingan |